# Henri Matisse
Henri Matisse o Henri-Émile-Benoît Matisse (Le Cateau-Cambrésis, 31 de desembre de 1869 - Niça, 3 de novembre de 1954) fou un pintor, escultor i dissenyador francès, que va destacar per un ús característic del color i per un dibuix fluid, brillant i original. Com a dibuixant, gravador i escultor, però principalment com a pintor, Matisse és un dels artistes més importants de l'art modern. Tot i que és considerat com el màxim representant del fauvisme, estil que conreà els seus primers anys, també ha estat aclamat com un dels representants de la tradició clàssica de la pintura francesa.
Primer treballà en un estil acadèmic i, posteriorment, conreà l'impressionisme, el puntillisme, i el fauvisme, del qual fou el cap d'escola; continuà sempre, dins una heterodòxia, fidel al fauvisme. El 1917, inicià una etapa naturalista, de colors clars i lluminosos i d'abandó de recerques. Més endavant, retornà a noves recerques de simplificació, cercant acords cromàtics nous i més força en la línia i el color. Posteriorment, accentuà l'audàcia dels colors forts, per contrast de tons o establint-ne una unitat de color. Vers la fi de la seva vida, practicà tècniques com la dels papiers collés. També practicà el dibuix al llapis i a la ploma. Com a gravador, té més de cinc-centes obres catalogades en diferents tècniques, i il·lustrà importants obres literàries franceses.

## Biografia

### Primers anys i formació

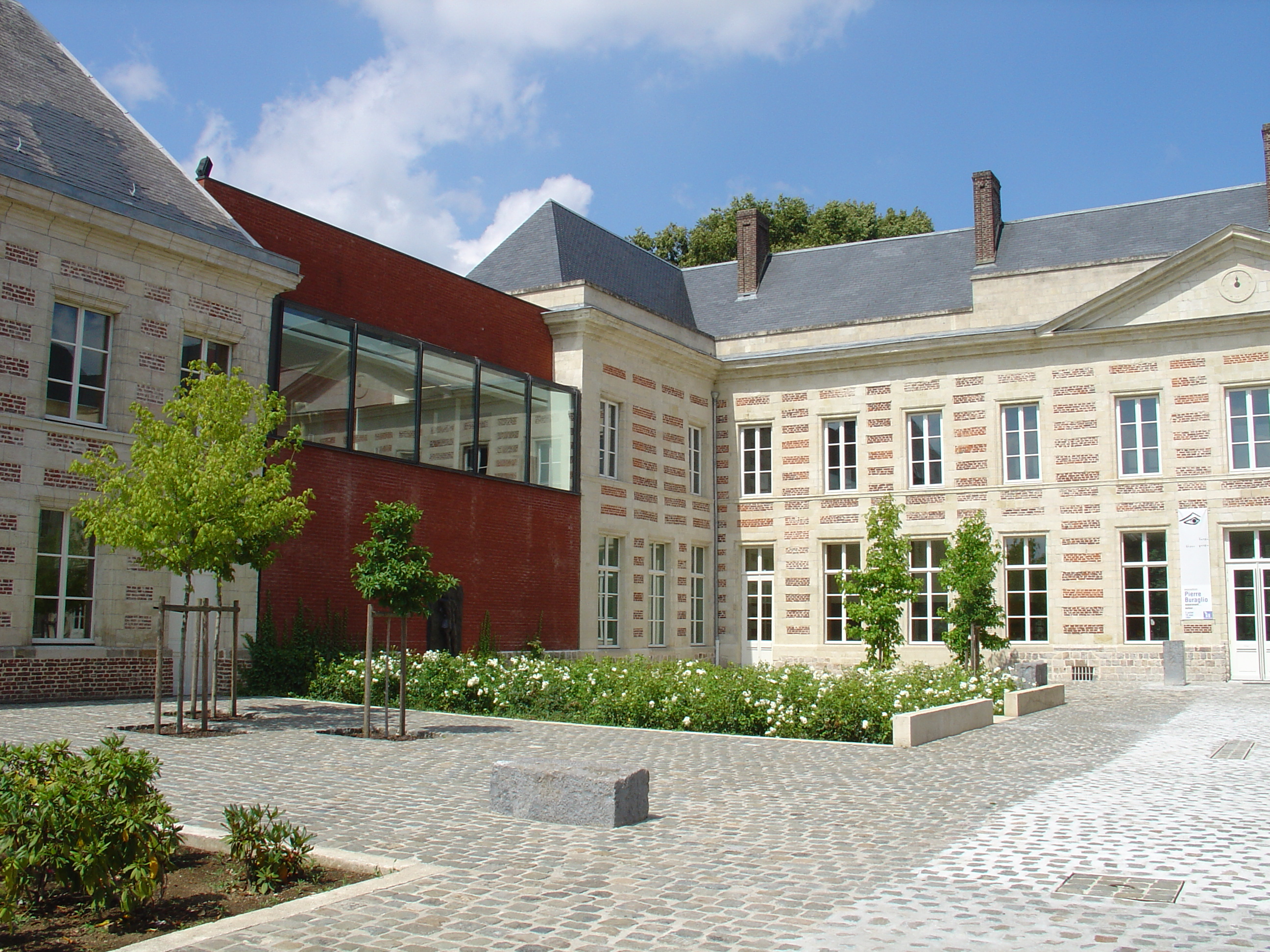
Musée Départemental Henri Matisse a Le Cateau-Cambrésis, a Nord – Pas de Calais, localitat on va néixer Matisse.

El seu nom de naixement va ser Henri-Émile-Benoît Matisse, i va néixer a Le Cateau-Cambrésis, a la regió de Nord-Pas-de-Calais, França. Fill primogènit d'una família de comerciants de llavors, es va criar a Bohain-en-Vermandois, al nord-est de França, on els pares tenien el negoci; aquest fet pot explicar el seu interès posterior de representar diverses plantes en els motius tèxtils. El 1887, se'n va anar a París per estudiar dret, i treballà com a passant en un tribunal al seu poble natal, Le Cateau-Cambrésis, després de guanyar la plaça en un concurs. El 1889, va començar a pintar; a causa d'un període de convalescència, després de patir un atac d'apendicitis que el va obligar a fer repòs durant setmanes; perquè es distragués, la seva mare li va portar estris de pintura. Com ell ho va descriure més tard, va descobrir «una espècie de paradís». Després de recuperar-se de la malaltia, mentre reprèn els estudis de dret, va matricular-se a l'escola de dibuix de Quentin de La Tour per a dissenyadors de la indústria tèxtil.
El 1890, va abandonar els estudis de dret per dedicar-se a la pintura i a l'escultura; havia decidit fer-se artista, tot i que aquesta decisió va decebre profundament el seu pare. L'any següent, el 1891, es va traslladar a París, on va ser admès a l'Académie Julian. Més tard, el 1895, va assistir al taller de Gustave Moreau. Inicialment, pintava natures mortes i paisatges, en el més tradicional estil flamenc, i era un admirador de Chardin, un dels seus pintors preferits; com a estudiant, arribà a fer quatre còpies d'obres de Chardin que s'exposaven al Louvre. Al taller de Gustave Moreau, va conèixer Georges Rouault i Albert Marquet, i en aquella època va visitar exposicions d'artistes destacats com Corot i Cézanne.
El 1896, Matisse va exposar per primera vegada al Salon des Cent i al Saló de la Société Nationale des Beaux-Arts. Van ser cinc quadres i l'estat li va comprar dues de les seves pintures. A proposta de Pierre Puvis de Chavannes, va fer-se membre associat de la Société Nationale des Beaux-Arts; aquest estatus li va permetre exposar sense haver de superar l'aprovació per part d'un jurat.

### Descobriment de l'impressionisme

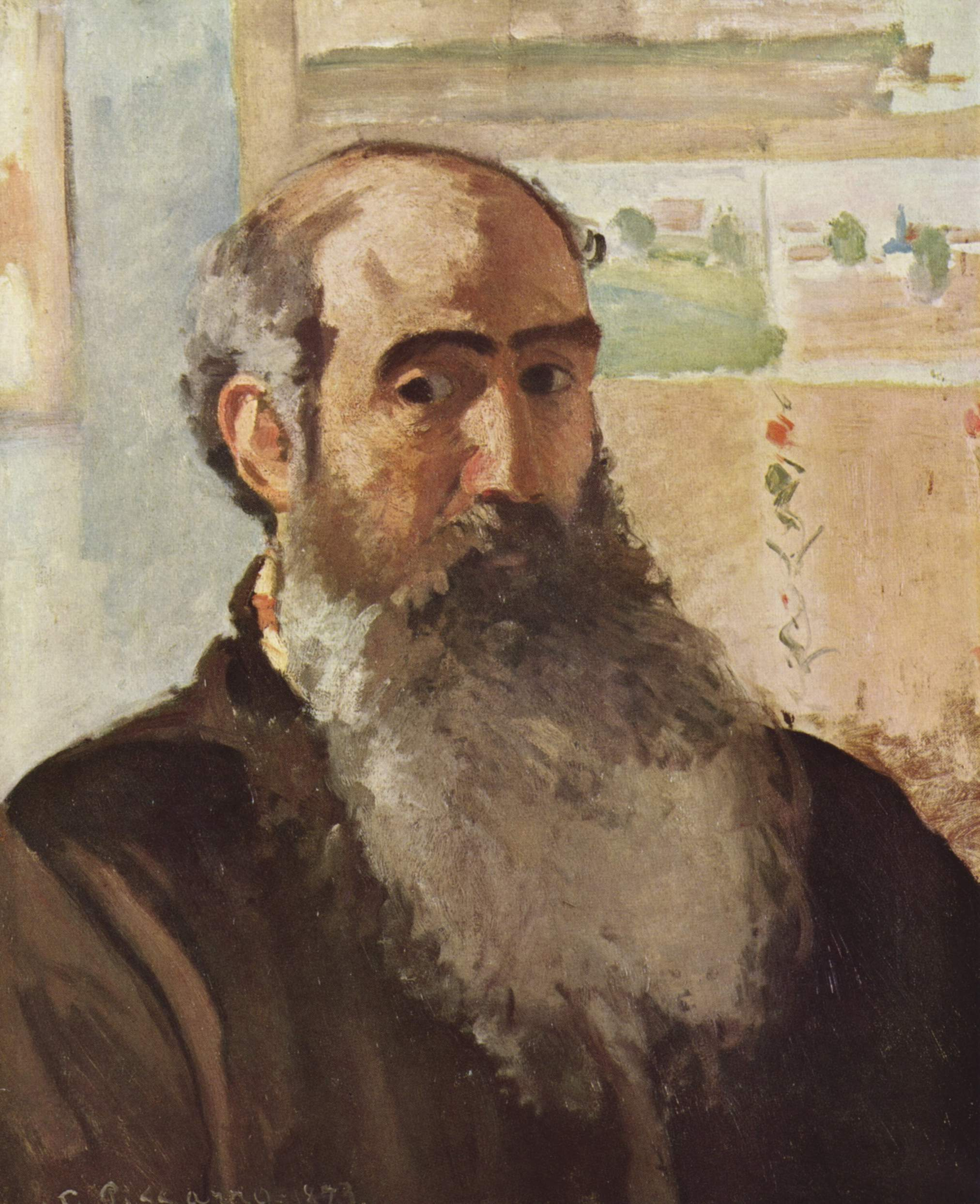
Autoretrat de Pissarro. Fou un dels impressionistes que van orientar Matisse i contribuïren al seu desenvolupament artístic.

El 1897 i 1898, va visitar el pintor australià John Peter Russell a Belle-Île-en-Mer, a la costa de Bretanya. Russell li va mostrar el que era l'impressionisme i el treball de Vincent van Gogh, que havia estat un bon amic de Russell, i que era completament desconegut en aquell moment. Influït per Russell i el seu mestratge, l'estil de Matisse canvià completament; posteriorment va comentar: «Russell va ser el meu mestre, i ell m'exposà la teoria del color.» Per aquest, va conèixer Rodin i Pissarro i pogué gaudir de la pintura impressionista al Museu de Luxemburg.
En aquesta etapa formativa, Matisse va rebre la influència de l'obra de Poussin, Watteau, Chardin, Manet, i els postimpressionistes Cézanne, Gauguin, Van Gogh i Signac; també de Rodin i l'art japonès. Matisse se submergí en els treballs dels altres i comprà obres de molts dels pintors que admirava. Així, a casa seva, tenia un bust de guix de Rodin, una pintura de Gauguin, un dibuix de van Gogh i, la més important, les Tres banyistes de Cézanne. En Cézanne trobà la seva principal font d'inspiració pel que fa al sentit pictòric de l'estructura i del color. Moltes de les seves pintures de 1899 a 1905 fan ús de la tècnica puntillista de Signac. El 1898, seguint el consell de Pissarro, va passar una setmana a Londres per estudiar les pintures de J.M.W. Turner i després realitzà un viatge a Còrsega.
Mentre residia a Ajaccio, i després a Tolosa de Llenguadoc, experimentà amb el mètode de Turner. A partir de 1900, Matisse va treballar a l'Acadèmia de la Grande Chaumière sota la direcció d'Antoine Bourdelle i també freqüentà l'estudi d'Eugène Carrière.
En les seves primeres obres escultòriques realitzades el 1900, s'adverteix la influència de Rodin a L'esclau; adopta les mateixes textures i actituds que Rodin, com també es continua apreciant als cinc busts de Jeannette (1910-1913), que són respostes estructurals a l'estil cubista. Existeixen quatre versions de l'escultura en relleu Nu d'esquena, que es comparen a temes pintats per Gustave Courbet i Cézanne, la primera d'aquestes escultures va ser exposada a Londres el 1912, les altres van ser desconegudes fins a la seva exposició el 1949 i 1950 a Lucerna i París. Té catalogades seixanta-vuit escultures.
En l'àmbit familiar, cal destacar que el 1894 va néixer Marguerite, filla que era el fruit de la relació amb Caroline Joblau, una de les seves models. El 1898, es casà amb Amélie Parayre, amb qui va tenir dos fills: Jean (1899) i Pierre (1900).

### El fauvisme

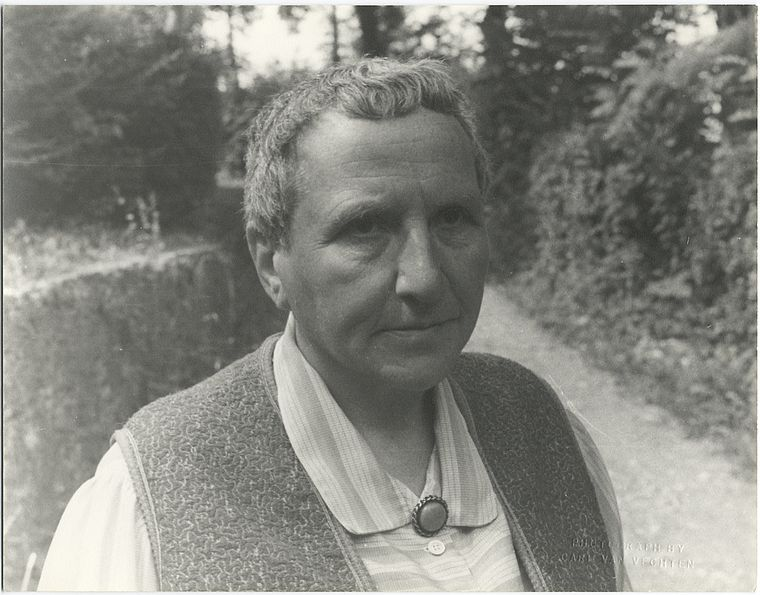
Gertrude Stein, escriptora i col·leccionista nord-americana resident a París, que va donar un gran suport a l'obra de Matisse.

La seva primera exposició va ser a la galeria Vollard l'any 1904, però no va tenir gaire èxit. La seva afició pel color brillant i l'expressivitat es va fer més pronunciada. El 1905, es va traslladar al sud per treballar amb André Derain i va passar temps a la Costa Blava; Derain li presentaria Maurice de Vlaminck. Les pintures d'aquest període es caracteritzen per formes planes i línies més controlades, i prioritzava l'expressió per damunt del detall.
El 1905, Matisse i un grup d'artistes més endavant coneguts com a «fauvistes», feren una exposició conjunta en una sala del Saló d'Automne; hi havia Albert Marquet, Vlaminck, Derain i Kees van Dongen. Les pintures s'expressaven amb emoció salvatge, sovint amb colors dissonants, que no respectaven els colors naturals; causaren un veritable escàndol per la profusió de colors purs i violents. Matisse va presentar-hi Finestra oberta i Dona amb barret. El crític Louis Vauxcelles descrigué l'exposició amb la frase «Donatello au milieu des fauves!» (Donatello entre les feres!), referint-se a una escultura renaixentista que també hi havia a la mateixa sala amb aquests. El seu comentari es va publicar el 17 d'octubre de 1905 a Gil Blas, un diari, i d'aquí la generalització popular del terme fauvisme; el terme «bèstia» es va aprovar immediatament i va ser reclamat pels mateixos pintors. Les pintures reberen una crítica desfavorable, amb comentaris del tipus «un pot de pintura s'ha llançat a la cara del públic» de la crítica Camille Mauclair, però també rebé el suport d'altres. El quadre que va ser objecte d'atacs va ser la Dona amb barret de Matisse, que va ser comprat per Gertrude i Leo Stein; aquest fet va tenir un efecte molt positiu en Matisse, que es desmoralitzava quan la seva obra era mal rebuda. Aquest període va marcar el reconeixement del seu treball, gràcies al qual va poder viure dins una relativa tranquil·litat econòmica.
Matisse va ser reconegut com a líder del grup, juntament amb André Derain; ambdós van ser «amistosos rivals», cadascun amb el seu propi grup de seguidors. Altres membres en van ser Georges Braque, Raoul Dufy i Maurice de Vlaminck. Gustave Moreau, un pintor simbolista professor de l'École des Beaux-Arts de París, va ser el mestre inspirador del moviment; va fer molt i va estimular els seus estudiants perquè pensessin fora de les línies de la formalitat i perquè seguissin els seus impulsos, les seves visions.
El mateix 1905, va conèixer Edmond-Marie Poullain. A partir d'aquell moment, va realitzar molts viatges a la recerca de fonts d'inspiració, i així visita Alemanya, Algèria, Itàlia, Alemanya, Marroc, Rússia, Estats Units i Tahití.

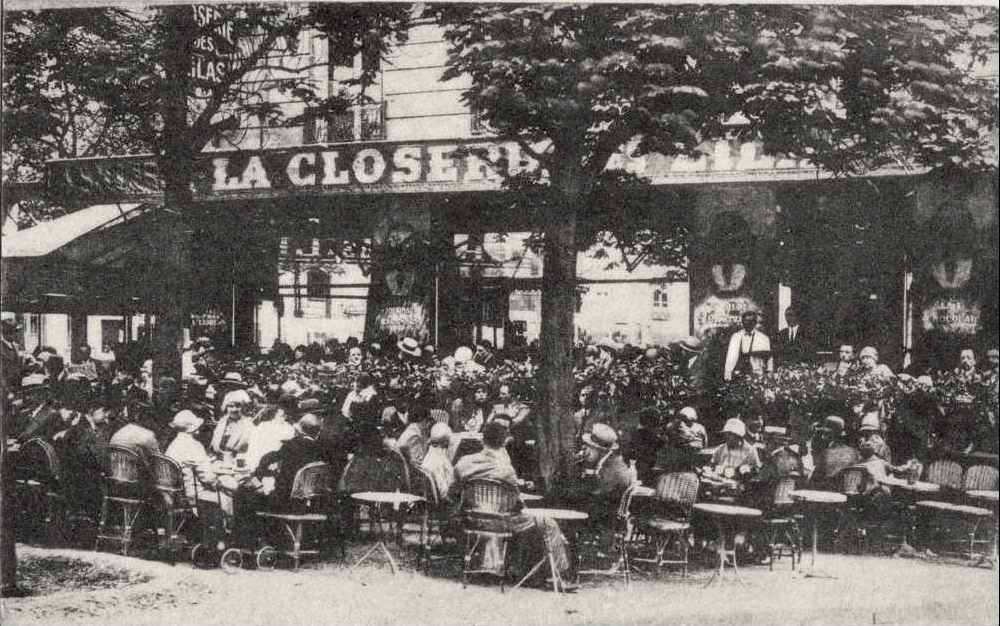
El barri de Montparnase al 1909.

El declivi del fauvisme, a partir de 1906, no va afectar la carrera de Matisse, i moltes de les seves millors obres van ser creades entre 1906 i 1917, quan va ser una part activa del gran grup d'artistes de talent de Montparnasse, malgrat que la seva aparença de burgès conservador i els seus estrictes hàbits de treball no encaixaven amb la manera de fer del grup. El 1907, Apollinaire, en un article publicat a La Falange, va opinar sobre Matisse i va dir: «Nosaltres no estem aquí en presència d'un extravagant o d'una extremista empresa: l'art de Matisse és eminentment raonable.» Entre 1908 i 1912, les seves obres van ser exposades a Moscou, Berlín, Múnic i Londres.
Matisse va mantenir una llarga associació amb el col·leccionista d'art rus Serguei Shchukin. Va crear per a ell una de les seves grans obres, La dansa (1909), com a part d'un encàrrec de dues pintures; l'altre quadre va ser La música (1910). Una versió anterior de La dansa (1909) es troba a la col·lecció del Museu d'Art Modern de Nova York.
L'obra de Matisse també va patir una crítica vehement, i això generà dificultats, a ell i a la seva família. El 1913, Matisse exposa a l'Armory Show de Chicago, juntament amb obres de Marcel Duchamp i Francis Picabia, com a representants de l'art modern del moment. La seva controvertida pintura Nu bleu (1907), va ser cremada de manera simbòlica a l'Armory Show a Chicago.

### Picasso i el mercat nord-americà

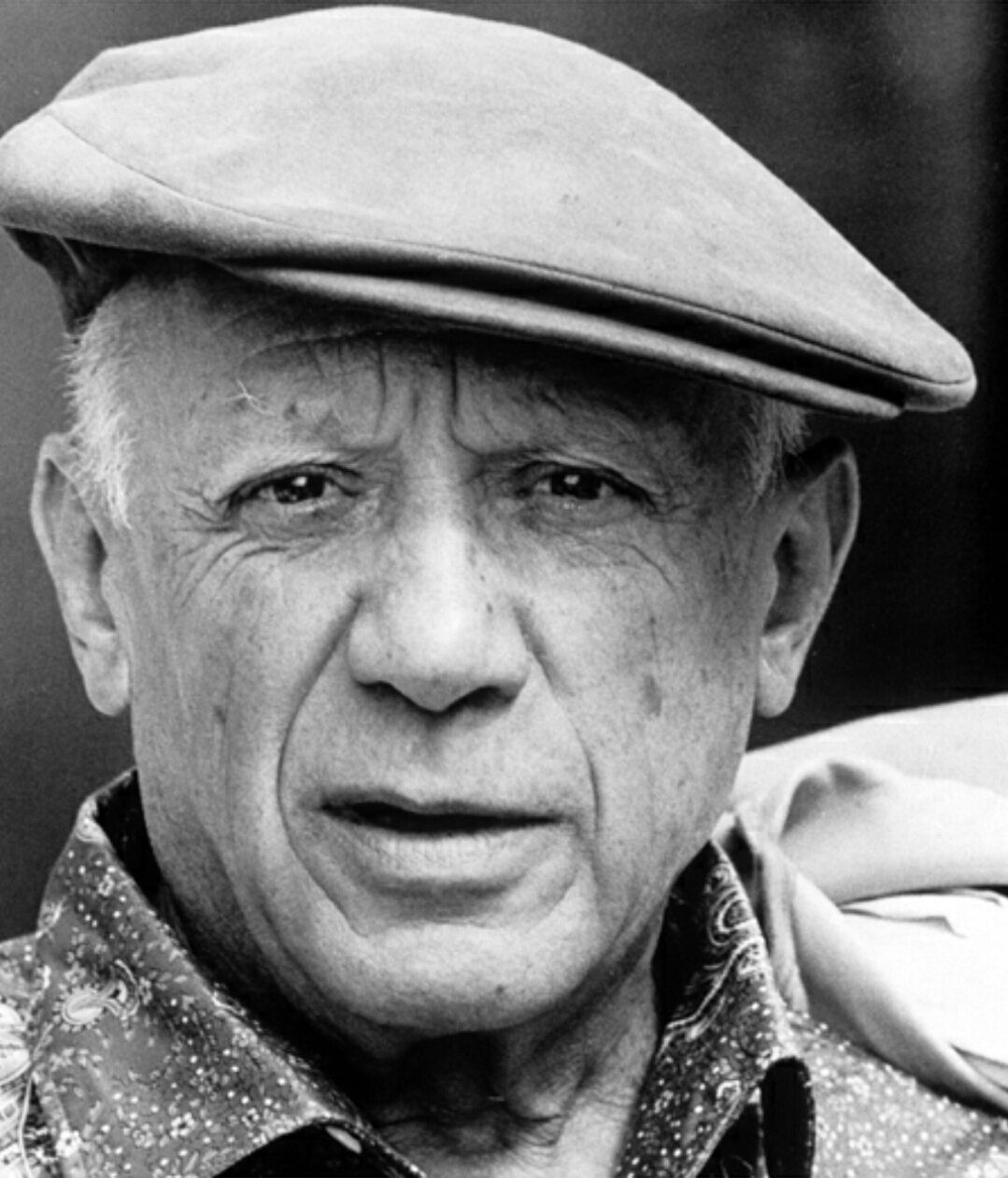
Amb Pablo Picasso, van ser amics i rivals.

Cap al 1904, va conèixer Pablo Picasso, que era dotze anys més jove que ell, i a partir d'aquell moment es convertirien en amics de tota la vida; també van ser rivals i sovint eren comparats. Una diferència clau entre els dos artistes és que Matisse pintava a partir de l'observació de la natura, mentre que Picasso estava molt més inclinat a partir de la seva imaginació. Els temes preferits tant d'un com l'altre eren la dona i la natura morta; Matisse preferia situar les figures en interiors.
Matisse i Picasso es van trobar per primera vegada al saló de París de Gertrude Stein i la seva companya Alice B. Toklas. Durant la primera dècada del segle xx, els nord-americans Gertrude Stein, els germans Leo i Michael Stein, i Sarah, l'esposa de Michael, eren importants col·leccionistes de París i seguidors de la pintura de Matisse. A més a més, dues amigues de Gertrude Stein que vivien a Baltimore, Clarabel i Etta Cone, es van convertir en les principals clients de Matisse i Picasso, i col·leccionaren centenars d'obres seves. La col·lecció Cone, actualment, s'exposa al Museu d'Art de Baltimore.

Els seus amics van crear i finançar l'Acadèmia Matisse, ubicada a París, primer al Convent des Oiseaux, i després a l'Hotel Biron. Era una escola privada i no comercial, en la qual Matisse formava els artistes joves, especialment estrangers, i el centre va estar funcionant des de 1907 fins al 1911. Hans Purrmann i Sarah Stein es trobaven entre alguns dels seus alumnes més fidels. A les seves lliçons de pintura, feia aquesta recomanació als seus alumnes:
| « | No s'han d'establir relacions de color entre el model i el quadre; únicament consideraran l'equivalència que existeixi entre les relacions del color dels seus quadres i les relacions del color del model. | » |

 Així, s'aconseguia una síntesi de les sensacions, que poden observar-se en les seves pintures dels anys 1905 com La ratlla verda, on es copsa clarament la relació entre els diferents colors complementaris.

### Període d'entreguerres

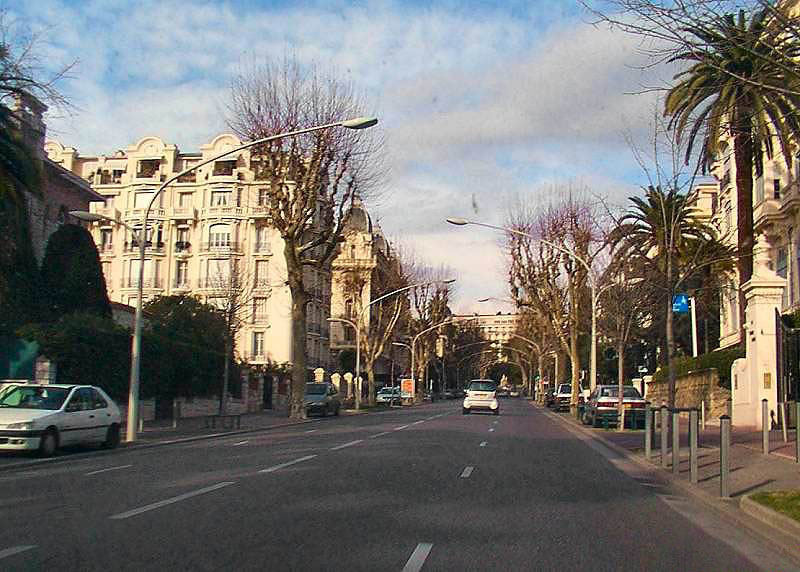
Cimiez, ciutat on va viure la meitat de la seva vida i on va ser enterrat.

Amb l'esclat de la Primera Guerra Mundial, va deixar Cotlliure, localitat on havia viscut regularment des de 1905. Després d'haver passat part de l'hivern, a les primeres setmanes de 1917, a Cimiez, un suburbi de la ciutat de Niça a la Costa Blava, Matisse decideix romandre-hi més temps. Ell considerava la zona un paradís, i allà investiga com traslladar el meravellós entorn de les seves pintures. L'obra dels anys posteriors reflecteixen tranquil·litat i un estil més «suau». Aquest «retorn a l'ordre» és una característica de gran part de l'art posterior a la Primera Guerra Mundial, i es pot comparar amb el neoclassicisme de Picasso i Stravinski, i el retorn al tradicionalisme de Derain. La seva pintura orientalista sobre odalisques és característica de l'època, i aconsegueix popularitat, tot i que alguns crítics contemporanis consideren que és un tipus de treball superficial i més aviat decoratiu. En una actitud similar a la de les odalisques, apareix l'escultura en bronze del Nu assegut (1922-1925) conservada al Museu d'Art de Baltimore.
El 1919, va rebre un encàrrec de Stravinski i Serguei Diàguilev, per realitzar el disseny dels vestits i conjunts per al ballet Le Chant du Rossignol, ballet estrenat a Londres. El 1925, va ser nomenat cavaller de la Legió d'Honor. Més endavant, el 1927, va organitzar una retrospectiva a Nova York.
A partir de 1930, un nou vigor i una audaç simplificació apareixen en la seva obra. El col·leccionista d'art americà Albert C. Barnes el va convèncer de produir un gran mural per a la seva fundació, la Fundació Barnes; va ser The Dance II, obra que va completar el 1932. Aquesta fundació era propietària d'unes quantes desenes de pintures de Matisse. El 1933, després d'una estada als Estats Units, va tornar a París per a la posada en escena de La dansa II. També treballà en la il·lustració de la novel·la de James Joyce Ulisses i en el disseny dels vestits per a Rouge et noir, una obra dels ballets russos que s'estrenava a Montecarlo (1934-1938).

### Darrers anys
El 1939, es va separar de la seva dona, amb qui feia 41 anys que estava casat. El 1941, li van diagnosticar un càncer i va ser hospitalitzat a la clínica Parc de Lyon, on es va sotmetre a una colostomia. Els seus metges li van donar sis mesos de vida, i va començar a utilitzar una cadira de rodes. Fins a la seva mort, seria atès per una noia russa, Lydia Delektorskaya, que anteriorment havia estat una de les seves models.
Amb ajuda dels altres, es va dedicar a la creació de collages amb paper tallat, sovint a gran escala, anomenats gouaches découpés. La seva sèrie característica anomenada Nu Bleu (Nu blau) és un exemple d'aquesta tècnica que ell va anomenar «pintura amb tisores»; en aquesta, va demostrar la seva capacitat de tractar el color i la geometria amb un nou mitjà d'absoluta simplicitat, però amb un poder encantador i juganer.
El 1947, va publicar Jazz, un llibre d'edició limitada que contenia còpies amb retalls de paper de colors dels collages, acompanyats dels seus pensaments. A la dècada del 1940, també va treballar com a artista gràfic i realitzà il·lustracions en blanc i negre per a diversos llibres, i més d'un centenar de litografies originals per als Mourlot Studios de París. Des de l'any 1947, juntament amb la seva filla Marguerite i el seu marit, el crític d'art i escriptor Georges Duthuit, es van proposar publicar una sèrie de llibres dedicats al tema de les festes rituals de diverses civilitzacions. Matisse va fer trenta-una litografies de retrats i màscares dels inuits, tretes moltes d'aquestes de la col·lecció de màscares de Duthuit. El llibre va ser publicat l'any 1963 en una edició de cent trenta exemplars per l'editor Tériade amb el nom Une Fête en Cimmérie.
Va ser un xoc per a l'apolític Matisse saber que la seva filla Marguerite havia estat activa en la Resistència i que fou empresonada i torturada gairebé fins a la mort a la presó de Rennes. La van deportar al camp de Ravensbrück i, durant el trasllat amb tren, es va poder escapolir i amagar-se al bosc fins que va ser rescatada per companys resistents.
El 1950, obté el Gran Premi de la Biennal de Venècia i el següent any realitza una gran exposició pel Japó, a Tòquio, a Kyoto i a Osaka.

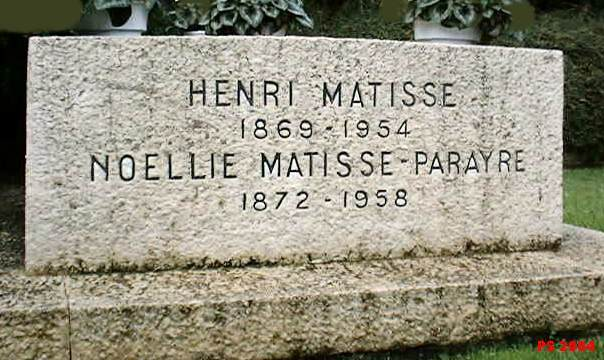
Tomba de Matisse i la seva esposa Noellie al cementiri del monestir de Notre Dame de Cimiez, a Niça.

El 1951, va acabar un projecte de quatre anys per dissenyar l'interior, el vidre de les finestres i la decoració de la Capella del Roser del convent dominicà de Vence. Aquest projecte va ser el resultat de l'estreta amistat entre Matisse i la germana Jacques-Marie, una monja que, el 1941, ell havia contractat quan era la seva infermera perquè li fes de model; posteriorment, es va fer monja dominicana. Es van retrobar de nou a Vence i van iniciar la col·laboració. La història està narrada al seu llibre Henri Matisse: La Chapelle de Vence (1992), i al documental del 2003 A Model for Matisse (Una model per a Matisse). Va completar la decoració de l'interior d'aquesta capella amb un crucifix per a l'altar, pràcticament l'última de les seves escultures i la primera que realitzava des del 1932.
Matisse va morir el 1954 d'un atac al cor, a l'edat de 84 anys. Està enterrat al cementiri del monestir de Notre Dame de Cimiez, prop de Niça. Un museu dedicat al seu treball es va obrir el 1952, just abans de la seva mort, i ara és la tercera col·lecció més gran d'obres de Matisse a França.

## Llegat i valor de les obres

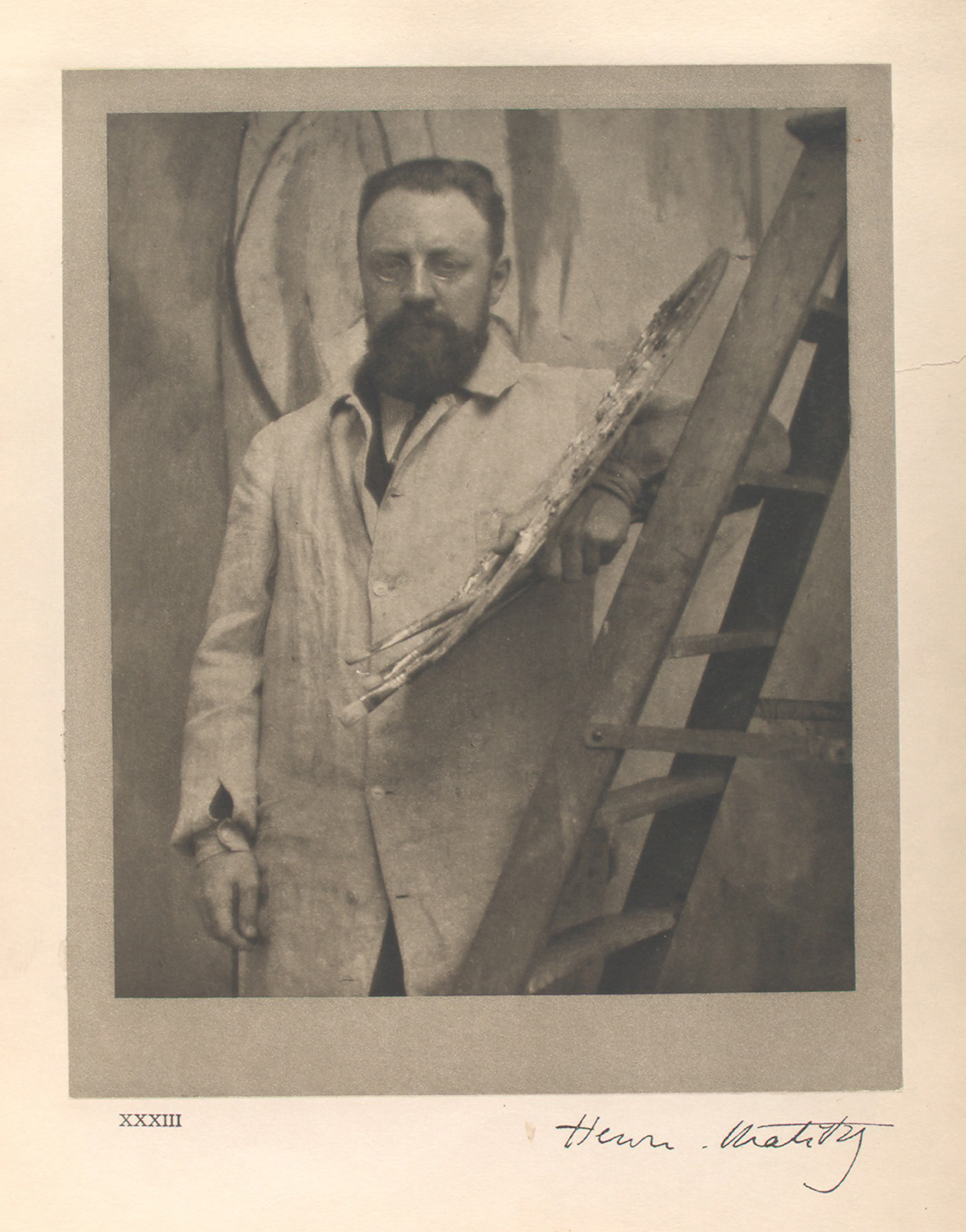
Matisse a París el 1913.

La primera pintura de Matisse que va ser adquirida per una col·lecció pública va ser Nature morte au géranium (Natura morta amb geranis) del 1910, que actualment s'exposa a la Pinakothek der Moderne. Avui en dia, una pintura de Matisse pot arribar a valdre uns 17 milions de dòlars. El 2002, una escultura de Matisse, Nu reclinat I (Albada), es va vendre per 9,2 milions de dòlars, un rècord per a una escultura de l'artista.
La flor del pruner, de 1948, és una pintura de Matisse que va ser comprada per Henry Kravis i el nou president del Museu d'Art Modern, Marie-Josée Drouinel, el 8 de setembre de 2005. El preu estimat en va ser de 25 milions de dòlars. Era una obra que no havia estat exposada al públic des de 1970.
Marguerite, la filla de Matisse, sovint va ajudar els especialistes aportant coneixements sobre els mètodes de treball del seu pare i amb dades sobre les obres. Va morir el 1982, mentre col·laborava en la compilació d'un catàleg d'obres del seu pare.
El fill de Matisse, Pierre (1900-1989), durant la dècada de 1930, va obrir una important galeria d'art modern al Fuller Building de Nova York. La galeria de Pierre Matisse va estar activa des de 1931 fins al 1989, i allà es van fer exposicions de molts artistes europeus, i alguns d'americans i canadencs; sovint van ser primeres exposicions. Allà es presentà l'obra d'artistes com Joan Miró, Marc Chagall, Alberto Giacometti, Jean Dubuffet, André Derain, Yves Tanguy, Le Corbusier, Paul Delvaux, Wifredo Lam, Jean-Paul Riopelle, Balthus, Leonora Carrington, Zao Wou Ki, Sam Francis, inclosos els treballs d'Henri Matisse; també d'alguns escultors com Theodore Roszak, Raymond Mason i R. Butler. El net d'Henri Matisse, Paul Matisse, és un artista i inventor que viu a Massachusetts. Sophie Matisse, neta de Matisse, és una artista que el 2009 encara està en actiu. Les Héritiers Matisse és la societat que vetlla pels drets de l'artista i la seva família.

## Obra
Aquesta és una llista incompleta d'algunes de les principals obres de Matisse, amb algunes dades, com són l'any de creació i la institució a la qual pertany en l'actualitat.

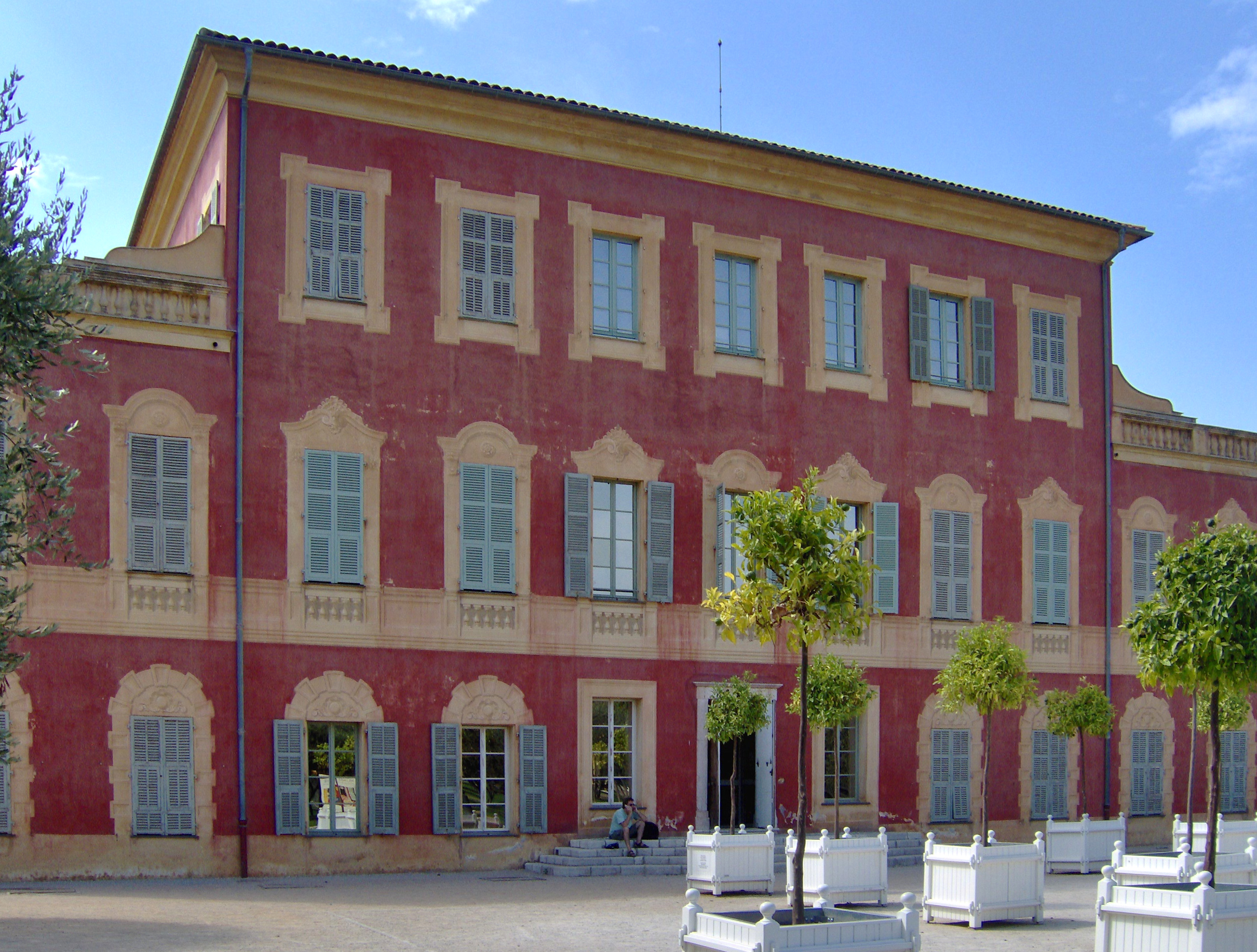
El Museu Matisse a Niça.

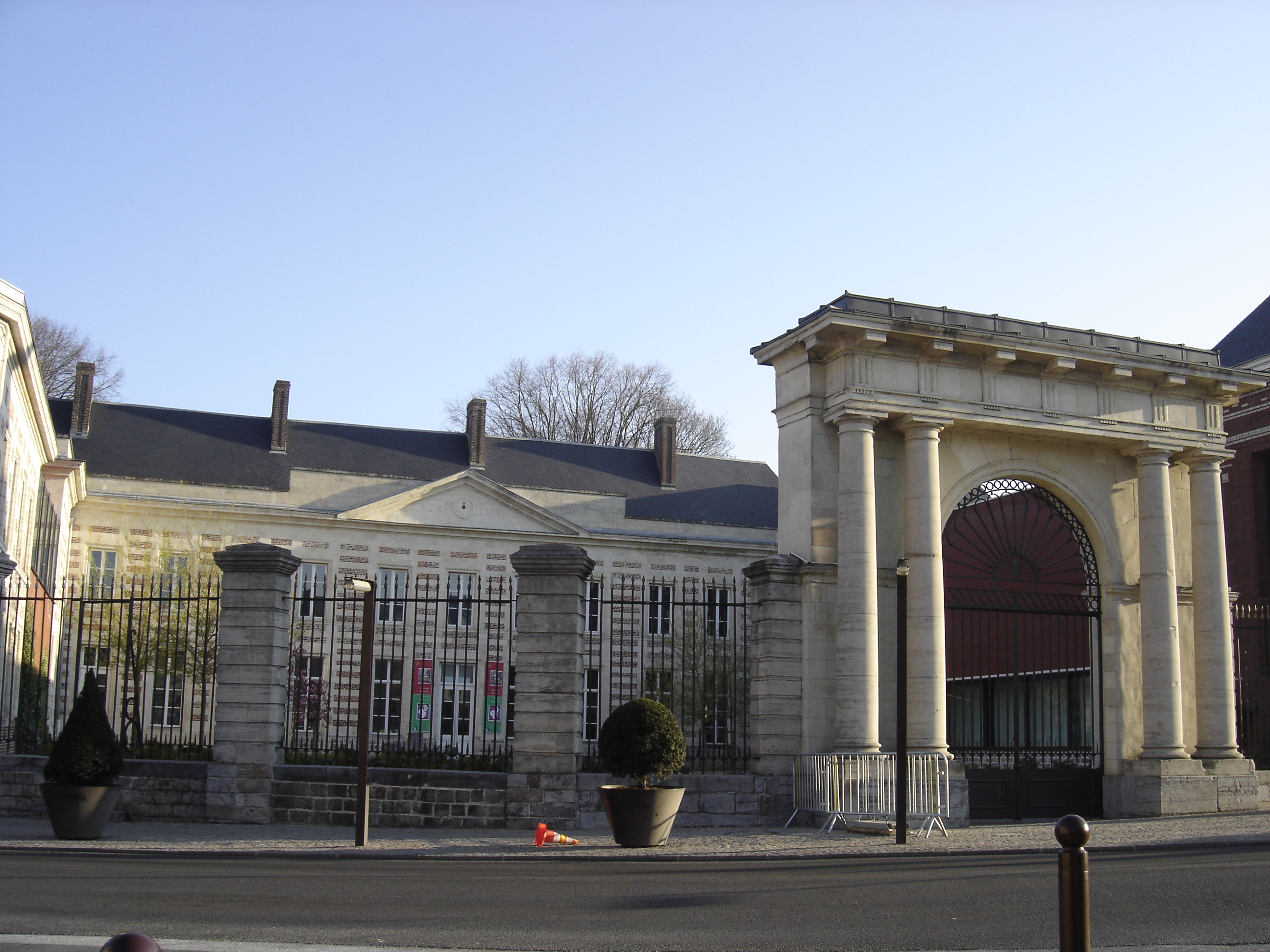
El Museu Matisse a Le Cateau-Cambrésis

- Nature morte au pichet, vers 1896-1897, Musée Malraux, Le Havre.
- Le mur rose (de l'hôpital d'Ajaccio), 1897-1898, Centre Pompidou MNR, París.[30][31]
- Notre-Dame, une fin d'après-midi, 1902.
- Luxe, calme et volupté (Luxe, calma i voluptuositat), 1904, Musée d'Orsay, París.
- La Femme au chapeau, 1905, Museum of Modern Art, San Francisco.
- Le Bonheur de vivre (La joia de viure), 1905-1906, Fundació Barnes, Merion.
- Portrait de Madame Matisse, anomenat La Raie verte, 1905.
- Madras Rouge, 1907, Fundació Barnes, Merion.
- L'habitació vermella, 1908[32]
- La joie de vivre, 1908.
- La Danse i La Musique, 1909-1910, Museu de l'Ermitage, Sant Petersburg.
- Nature morte au géranium, 1910 Pinakothek der Moderne, Múnic.
- L'Atelier Rouge, 1911, oli en tela, 162 x 130 cm., Museum of Modern Art, Nova York.
- L'Intérieur aux aubergines, 1911, Museu de Grenoble.
- La porte de la casbah, 1912, Museu de Belles Arts Pouchkine, Moscou, 116x90 cm.
- Le Rifain assis, 1912-13, 200 x 160 cm., Fundació Barnes, Merion.
- Porte-fenêtre à Collioure, 1914, Museu National d'Art Moderne, París.
- Le rideau jaune, 1915, Museum of Modern Art, Nova York.
- Le Fenêtre, 1916, Institute of Arts, Detroit.
- Les demoiselles à la rivière, 1916-1917, Art Institute, Chicago.
- Portrait d'Auguste Pellerin, 1917, Museu National d'Art Moderne, París.
- Paysage o Rue dans le Midi, 1919, Museu des Beaux-Arts André Malraux, Le Havre.
- Femme assise, le dos tourné vers la fenêtre ouverte vers 1922, oli sobre tela, Museu des Beaux-Arts de Montréal, Montréal.
- Figure décorative sur fond ornemental, 1925, Musée National d'Art Moderne, París.
- Tahiti II, 1935-1936, Musée Matisse - Le Cateau-Cambrésis.
- Grand nu couché 1935, oli sobre tela, 66 x 93cm. Museum of Art, Baltimore.
- Les tres germanes, 1917, oli sobre tela de 92 x 73 cm, Museu de l'Orangerie de París.
- La noia del gerro de flors o El nu rosa, circa 1920, oli sobre tela de 60 x 73 cm, Museu de l'Orangerie de París.
- Dones del canapè o El divan, 1921, oli sobre tela de 92 x 73 cm, Museu de l'Orangerie de París.
- El tocador, 1921, oli sobre tela de 73 x 60 cm, Museu de l'Orangerie de París.
- Dona amb mandolina, circa 1921-1922, oli sobre tela de 47 x 40 cm, Museu de l'Orangerie de París.
- Odalisca blava o L'esclava blanca, circa 1921-1922, oli sobre tela de 82 x 54 cm, Museu de l'Orangerie de París.
- Dona amb violí, circa 1921-1922, oli sobre tela de 55 x 46 cm, Museu de l'Orangerie de París.
- Nu drapejat estirat, circa 1923-1924, oli sobre tela de 38 x 61 cm, Museu de l'Orangerie de París.
- Odalisca dels bombatxos vermells, circa 1924-1925, oli sobre tela de 50 x 61 cm, Museu de l'Orangerie de París.
- Odalisca dels bombatxos grisos, circa 1927, oli sobre tela de 54 x 65 cm, Museu de l'Orangerie de París.[33]
- Robe violette et Anemones (1937).
- Le Reve de 1940 (1940).
- Deux jeunes filles, robe jaune, robe écossaise, 1941, Museu Matisse - Le Cateau-Cambrésis.
- L'Asie, 1946, Kimbell Art Museum, Fort Worth.
- Deux fillettes, fond jaune et rouge, 1947, Fundació Barnes, Merion.
- Jazz (1947).
- Nu Bleu I, 1952, Fondation Beyeler, Bâle.
- L'Escargot, 1953.
- Vigne, 1953, Musée Matisse de Le Cateau-Cambrésis.
- Odalisque amb pantalons vermells (1925) Museu d'Art Contemporani de Caracas.
- Odalisque gris et jaune venut per 14,7 milions de dol·lars el 2007.
- Danseuse dans le fauteuil, sol en damier, subhastat el juny de 2007.
- Chapelle du Saint-Marie du Rosaire, 1948, completat l'any 1951.[34]
- L'obra comprèn igualment importants sèries d'escultures realitzades en bronze:

- Bustes de Jeannette, 1910-1913.
- Quatre Nus de dos i baixos relleus, 1909-1930.

- Prop de 500 gravats: aiguaforts, talles i litografies.
- Il·lustracions de llibres:

- Poésies de Mallarmé, 1932.
- Lettres de la religieuse portugaise, 1946.
- Florilège des Amours de Ronsard, 1948.